# ستيفن بلادل القتل الثلاثي والانتحار
في 12 أبريل 2018 ، قتل ستيفن والتر بلادل ، وهو رجل يبلغ من العمر 43 عامًا من نايتديل بولاية نورث كارولينا ، ابنته البيولوجية كاتي روز فوسكو بليد ، البالغة من العمر 20 عامًا ، والتي كان يسيء إليها سفاح القربى ، ووالدها بالتبني ، 56- أنتوني تشارلز فوسكو البالغ من العمر عامًا ، في نيو ميلفورد ، كونيتيكت . انتحر في وقت لاحق في دوفر ، نيويورك . كان قد قتل ابنه وطفل كاتي البالغ من العمر سبعة أشهر ، بينيت كيرون بليدل ، في اليوم السابق في نايتديل.

## خلفية
فقد تخلت الأم كما تخلى الأب عن كاتي بلادل منذ ولادتها، وعندما كبرت الطفلة كاتي أخذت تبحث عن أبيها، وبفضل وسائلالتواصل الاجتماعي وجدته رب أسرة، فانضمت إليه لتستقر مع زوجته وابنتيها الاثنتين في فرجينيا.تركته زوجة ستيفن في نوفمبر 2016. في وقت لاحق ، اكتشفت أن ابنتهما كاتي ستنجب طفلاً من ستيفن. كان هذا مخالفًا للقانون ، لذلك أخبرت زوجة ستيفن الشرطة. في يوليو ، قالت كاتي إنها تزوجت وفي سبتمبر أنجبت طفلها. ألقت الشرطة القبض على كاتي وستيفن في نهاية الشهر الماضي. تقول زوجة ستيفن الأولى إنه جعل ابنتهما تشعر وكأنها يجب أن تكون معه. الآن ، كاتي وستيفن في مشكلة مع القانون لارتكابهما خطأ ما.انفصل ستيفن وزوجته في نوفمبر 2016}}لاحقًا ، اكتشفوا أن ابنتهما كاتي ستنجب طفلًا من ستيفن ، وهو أمر لا يسمح به القانون. في يوليو ، قالت كاتي إنها تزوجت وفي سبتمبر أنجبت طفلها. لكن في الشهر الماضي ، تم القبض على كاتي وستيفن لارتكابهما خطأ. جعل ستيفن كاتي تشعر وكأنها يجب أن تفعل شيئًا لا ينبغي أن تفعله. الآن ، كلاهما في مشكلة مع القانون.في اليوم التالي ، سافرت كاتي وأنتوني فوسكو من دوفر ، نيويورك إلى واتربري ، كونيتيكت لزيارة جدة كاتي. مع العلم أن هذا كان روتينيًا بالنسبة لها ، سافر ستيفن إلى دوفر وتتبع سيارة كاتي وأنتوني ، وقتلهم ببندقيته من نوع Aero ، وهو سلاح ناري مشابه لـ AR-15 ، في طريقهم في نيو ميلفورد ، كونيتيكت. ثم اتصل بوالدته وأخبرها أنه قتل كاتي وأنتوني وبينيت. انتحر لاحقًا عن طريق جرح طلقه ناريًا في دوفر ، نيويورك. اتصلت والدته بالشرطة التي وجدت بينيت ميتًا في منزل ستيفن. أبلغ المارة عن إطلاق النار في نيو ميلفورد ، واكتشفت الشرطة جثتي كاتي وأنتوني في سياI}}